# Til Erwig
Til Erwig (* 29. August 1940 in Karlsruhe; vollständiger Name Kurt Tilman Alfons Kloeble-Erwig) ist ein deutscher Schauspieler, Drehbuchautor und Produzent.

## Leben
Seine Eltern sind die Schauspieler Alfons Kloeble (* 24. März 1898; † 30. September 1972) und Lola Erwig. Nach dem Besuch der Volksschule und der Wirtschaftsoberschule besuchte er von 1957 bis 1959 das Schauspielseminar der Hamburger Kammerspiele. 1959 debütierte er am Deutschen Theater Göttingen, 1960 spielte er am Theater Ulm, 1961 am Theater Baden-Baden, 1962 an der Komödie im Marquardt Stuttgart, 1963 bis 1967 an der Kleinen Komödie Hamburg, dem Theater im Zimmer und von 1967 bis 1969 an den Hamburger Kammerspielen. Danach arbeitete er als freier Schauspieler.
Seit den 1960er Jahren trat Til Erwig in unzähligen Fernsehserien und Fernsehfilmen auf, in Nebenrollen, aber auch in vielen Hauptrollen.
Auch als Sprecher in einigen Hörspielen des Tonstudios Europa und in verschiedenen Rundfunksendern der ARD hatte Erwig in den 1970er und 1980er Jahren viele Auftritte.
1982 gründete Til Erwig zusammen mit Erich Neureuther und Wilfried Seegers die Filmproduktionsfirma Modern Media. Er produzierte viele Fernsehfilme und Fernsehserien, oft nach eigenen Ideen. 1990 wurde die Firma E & P, Til Erwig und Partner, gegründet sowie die Werbefilmproduktion E & P Commercial. Zahlreiche TV-Filme, Fernsehserien und TV-Spots entstanden in dieser Zeit.
Til Erwig hat einen Sohn, den Schriftsteller Christopher Kloeble, und eine Tochter Anna Lola, Aufnahmeleiterin, Producerin bei Film und Fernsehen.
Über Til Erwigs Vater, den Staatsschauspieler Alfons Kloeble (1898–1972) bzw. die Familie Wolf besteht eine verwandtschaftliche Verbindung zu dem Opernsänger und Hochschullehrer Herbert Hess.

## Theaterrollen (Auswahl)
- Jeder lebt allein (als Al Massio), Deutsches Theater Göttingen
- Die glücklichen Tage (als Bernard), Deutsches Theater Göttingen
- Die Glücksritter (als Archer), Städtische Bühne Ulm
- Der Andersonville Prozess (als Davidson) Theater der Stadt Baden-Baden
- Ein Sommernachtstraum (als Puck), Theater der Stadt Baden-Baden
- Weh dem, der lügt! (als Leon), Lore-Bronner-Bühne
- Schönes Weekend, Mr. Bennet (als Timothy Gregg), Komödie im Marquardt Stuttgart
- Die kleine Hütte (als Henri), Kleine Komödie Hamburg
- Wolken sind überall (als Donald Gresham), Kleine Komödie Hamburg
- Charly’s neue Tante (als Charly), Kleine Komödie Hamburg
- Theophanes (als Julius Caeser), Kleine Komödie Hamburg
- Die Perle Anna (als Boxer), Kleine Komödie Hamburg
- Hurra, ein Junge (als Prof. Weber), Hamburger Kammerspiele
- Die Häuser des Herrn Sartorius (als Dr. Trench), Hamburger Kammerspiele
- Die Kaktusblüte (als Norbert), Hamburger Kammerspiele
- Arsen und Spitzenhäubchen (als Mortimer), Ernst-Deutsch-Theater Hamburg
- Die volle Wahrheit (als Lewis Paulton), Theater im Zimmer, Hamburg
- Meine dicke Freundin (als Henry), Kleine Komödie Hamburg
- Nächstes Jahr - Gleiche Zeit (als George), Hamburger Kammerspiele
- Heute sind Sie zu weit gegangen (als „Er“), Hamburger Kammerspiele
- Das zweite Kapitel (als Leo), Theater an der Brienner Straße, München

## Filmografie (Auswahl)
| als Fernsehschauspieler - 1965: Der Unfall - 1965: Betriebsfest NDR - 1965: Zwei Kurzfilm - 1966: Ulrich und Ulrike ZDF - 1966: Hinter diesen Mauern ZDF - 1966: Napoleon und Josefine ZDF - 1966: Bei uns daheim NDR - 1966: Jim Valentines großer Coup ZDF - 1967: Das ausgefüllte Leben des Alexander Dubronski ZDF - 1967: Der Verrat von Ottawa ZDF - 1967: Gertrud Stranitzki NDR - 1967: Stunde der Nachtigallen ZDF - 1967: Der Renegat ZDF - 1967: Ein Fall für Titus Bunge – Kalte Ente - 1967: Das Kriminalmuseum – Die Zündschnur ZDF - 1967: Das Kriminalmuseum – Die Briefmarke ZDF - 1968: Das Kriminalmuseum – Der Bohrer ZDF - 1968: Anker auf und Leinen los! ZDF - 1968: Van Gogh HR - 1968: Nationalkomitee 'Freies Deutschland' ZDF - 1968: Verratener Widerstand ZDF - 1968: Cliff Dexter ZDF - 1968: Hafenkrankenhaus – Der Vierkaräter NDR - 1968: Hürdenlauf SWF - 1968: Ida Rogalski NDR - 1969: Alma Mater NDR - 1969: Hürdenlauf SWR - 1969: Damenquartett NDR - 1969: Die Erben des tollen Bomberg ZDF - 1969: Der Kommissar – Ein Mädchen meldet sich nicht mehr ZDF - 1969: Die Journalistin – Affäre Pagel ZDF - 1969: Eine große Familie SWF - 1969: Bleibe lasse ZDF - 1969: Kellerassel ZDF - 1969: Stewardessen ARD - 1970: Sein Schutzengel ZDF - 1970: Recht oder Unrecht – Der Schuß SWF - 1970: Kudammgeschichten - 1970: Der Portland-Ring ZDF - 1970: Nicht nur zur Weihnachtszeit ZDF - 1971: Unser Dorf – Der Ludwig SWF - 1971: Toni und Veronika – Der Steckbrief SWF - 1971: F.M.D. – Psychogramm eines Spielers - 1971: Tatort – Frankfurter Gold HR - 1971: Sein Schutzengel ZDF - 1972: Einmal im Leben – Geschichte eines Eigenheims NDR - 1972: Die reissenden Wasser von Velaba - 1972: Die Pueblo Affäre - 1972: Alarm - 1972: Friß, Pappi, friß! ZDF - 1972: Das Kurheim NDR - 1972: Mit dem Strom ZDF - 1972: Butler Parker – Zwischenfall in Brighton - 1973: Der Nervtöter ZDF - 1973: Drei Partner ZDF - 1973: Eine geschiedene Frau ZDF - 1973: Viva Engadina - 1973: Gemeinderätin Schumann - 1973: Aus Liebe zum Sport - 1974: Unter Ausschluß der Öffentlichkeit HR - 1973: Tatort – Ein ganz gewöhnlicher Mord RB - 1974: Der Spitzbubenhof ZDF - 1974: Hier kocht der Chef ZDF - 1974: Hamburg Transit – Der kleine Bruder - 1974: Tatort – Kneipenbekanntschaft NDR - 1975: Hilde Breitner RB - 1975: Die Rakete ZDF - 1975: Wer einmal in die Mühle kommt - 1975: Bitte keine Polizei ZDF - 1975: Eurogang SWF - 1976: Halbzeit BR - 1976: Seenot – Rettungskreuzer | - 1976: Die Affäre Winston - 1976: Aus nichtigem Anlass NDR - 1977: Vorsicht! Frisch gewachst SWF - 1977: Der Anwalt - 1977: Das Rentenspiel - 1977: Es muß nicht immer Kaviar sein - 1978: Grüß Gott, ich komm von drüben WDR - 1978: Mittags auf dem Roten Platz NDR - 1979: Timm Thaler ZDF - 1979: Mein Vater, der Kommissar SWF - 1979: St. Pauli-Landungsbrücken NDR - 1979: Derrick – Besuch aus New York ZDF - 1979: Der Bürgermeister ZDF - 1980: Bleibe lasse SWF - 1980: Achtung Zoll! NDR - 1980: Familienfest - 1980: Wanninger - 1980: Weihnachtsspecial - 1980: Der ganz normale Wahnsinn - 1981: Der Alte – Der Zigeuner ZDF - 1981: Drei gegen Hollywood ZDF - 1981: Bäume ausreissen ZDF - 1981: Kumpel mit Chauffeur SFB - 1982: Meister Eder und sein Pumuckl BR - 1982: Drei gegen Hollywood - 1982: Ein Abend mit Georg Thomalla - 1982: Vom Webstuhl zur Weltmacht BR - 1983: Bretter, die die Welt bedeuten SR - 1983: Geschichten aus der Heimat SDR - 1983: Der Alte – Explosion aus dem Dunkeln - 1984: Der Alleswisser ZDF - 1984: Schwarz Rot Gold – Blauer Dunst NDR - 1984: Eine Klasse für sich - 1984: Bei Mudder Liesl - 1984: Derrick – Der Klassenbeste ZDF - 1984: Rummelplatzgeschichten - 1985: Der Alte – Die Angst des Apothekers ZDF - 1985: Wie würden Sie entscheiden? ZDF - 1985: Geschichten aus der Heimat (Fernsehserie) Episode: Der Käpt'n - 1986: Der Alte – Mord auf Zimmer 49 ZDF - 1987: SOKO 5113 ZDF - 1987: Großstadtrevier – Geleimt NDR - 1991: Anwalt Abel – Noch Zweifel, Herr Verteidiger? ZDF als Autor und Produzent - 1977: Emm, wie Meikel (Autor) NDR - 1983: Bretter, die die Welt bedeuten (Autor, Darsteller) SR - 1983: Geschichten aus der Heimat (Autor) SDR - 1984: Der Alleswisser (Autor, Hauptdarsteller) ZDF - 1987: Floor und die Traumfrau (Produzent) ZDF - 1988: Byte- eine unmögliche mögliche Geschichte (Autor, Produzent) NDR - 1989: Alte Freundschaften (Produzent) ZDF - 1989–1992: Heidi und Erni (Autor, Produzent) ARD/BR - 1990: Auf dem Abstellgleis (Autor, Produzent) BR - 1991: Besuchszeit (Produzent) ZDF - 1992: Liebe ist Privatsache (Autor, Darsteller, Produzent) PRO 7 - 1993: Russige Zeiten (Produzent) ARD/BR - 1994: Tödliche Wahrheit (Produzent) SAT 1 - 1994: Kein Platz für Idioten (Produzent) ZDF - 1994: Das wilde Mädchen (Produzent) ZDF - 1995: Sau sticht (Produzent) ZDF - 1995: Auf und davon (Produzent) ZDF - 1995: Knallhart daneben (Produzent) ZDF - 1995–1996: Solange es die Liebe gibt (Produzent) SAT 1 - 1995: Daniel, Philipp und das Wunder der Liebe (Produzent) SAT 1 - 1996: Schlag 12 (Produzent) ZDF - 1996: Tod im Paradies (Produzent) PRO 7 - 1996: Ehebruch! Eine teuflische Falle (Produzent) ZDF - 1997: Unsere Kinder – Verschollen im Urlaub (Produzent) PRO 7 - 1997: Die letzte Rettung (Produzent) ZDF - 1998: Ein Fleisch und Blut (Produzent) ZDF - 1998: Falsches Spiel (Produzent) ZDF - 1998: Kleine Semmeln (Produzent) BR |

## Bücher
- „I“ – Achtung Spyware! Oder Wer wir noch alles sind. neobooks (Selbstverlag), München 2015, ISBN 978-3-7380-2230-8.
- Der Linksabbieger. Quer Beet mit Til Erwig. (Erzählungen) neobooks (Selbstverlag), München 2015, ISBN 978-3-7380-3514-8.
- Die Rollen meines Lebens. Zwischen den Einsamkeiten. neobooks (Selbstverlag), München 2016, ISBN 978-3-7380-8290-6.
- Ein Himmlischer Job. neobooks (Selbstverlag). Berlin 2017, ISBN 978-3-7427-6911-4.
- Der Erb Gockl. Eine ländliche Komödie. neobooks (Selbstverlag) Berlin 2018, ISBN 978-3-7427-5357-1.